# Omegalebra cordiae
Omegalebra cordiae är en insektsart som först beskrevs av Henry Fairfield Osborn 1929.  Omegalebra cordiae ingår i släktet Omegalebra och familjen dvärgstritar. Inga underarter finns listade i Catalogue of Life.